# مروارید (زنجان)
مروارید (زنجان)، روستایی از توابع بخش مرکزی شهرستان زنجان در استان زنجان ،ایران است. این روستا در دهستان بناب واقع شده و در مسیر آزادراه قزوین- زنجان قرار دارد. ارتفاع این روستا از سطح دریا ۱۹۹۶ متر است.

## جمعیت
این روستا در بخش مرکزی شهرستان زنجان قرار دارد و براساس سرشماری مرکز آمار ایران در سال۱۳۹۵، جمعیت آن ۵۳۳ نفر (۱۱۸خانوار) بوده‌است.